# Mercedes Cup 1982
Il Mercedes Cup 1982 è stato un torneo di tennis giocato sulla terra rossa. È stata la 5ª edizione del Mercedes Cup, che fa parte del Volvo Grand Prix 1982. Si è giocato a Stoccarda in Germania, dal 12 al 18 luglio 1982.

## Campioni

### Singolare
Ramesh Krishnan ha battuto in finale  Sandy Mayer con il punteggio di 5–7, 6–3, 6–3, 7–6

### Doppio
Mark Edmondson /  Brian Teacher hanno battuto in finale  Andreas Maurer /  Wolfgang Popp con il punteggio di 6–3, 6–1